# Nootamaa
Nootamaa är en ö i Estland, belägen väster om den större ön Ösel.   Den tillhör administrativt Vilsandi nationalpark och Lääne-Saare kommun i landskapet Ösel. Nootamaa är Estlands västligaste ö, belägen 210 km sydväst om huvudstaden Tallinn.

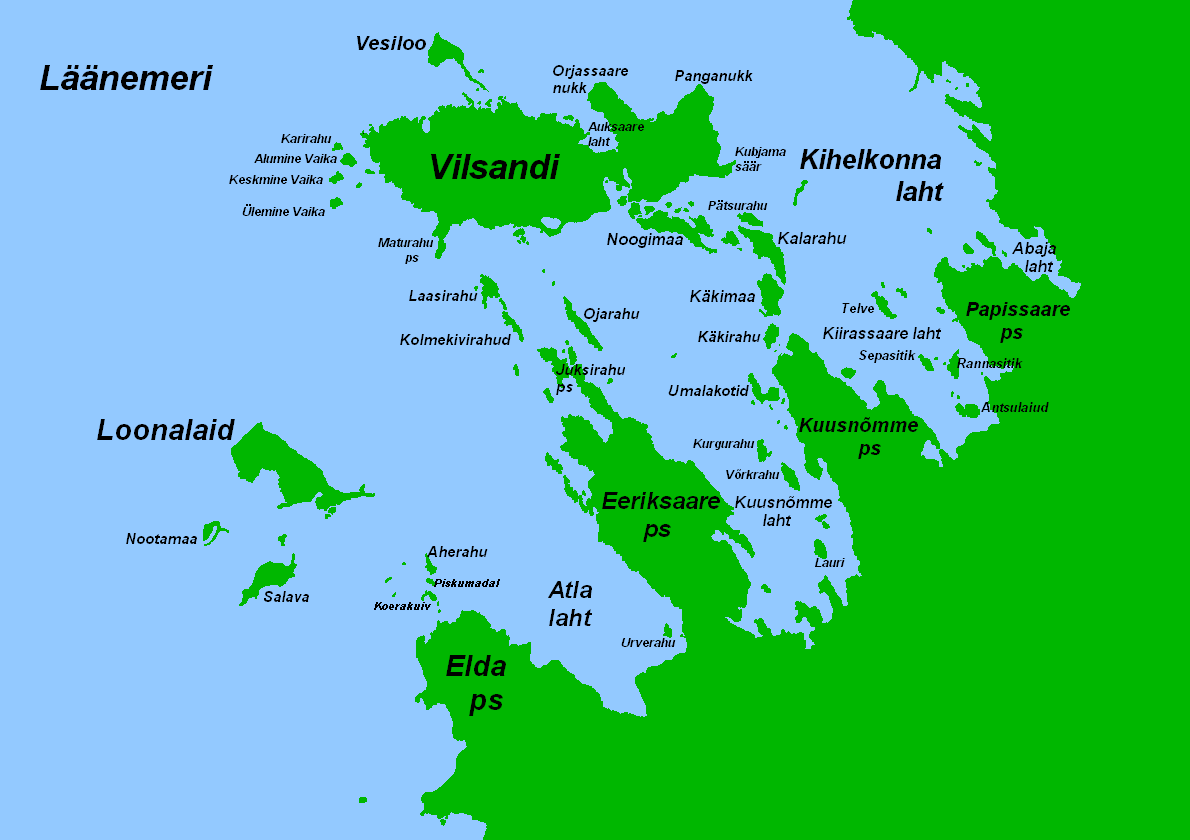
Vilsandi nationalpark med skärgårdsöarna väster om Ösel. Nootamaa är ön längst västerut.